# Мехен
Мехен (егип.  тот, кто окружает) — бог в древнеегипетской мифологии.

## Происхождение
Самые ранние сведения об этом божестве стали появляться в Текстах Саркофагов.
Мехен был богом-защитником и изображался в виде змея, извивающегося вокруг бога солнца Ра во время его ночного путешествия по Дуату. В немецко-египетском словаре Р. Ханнинга говорится, что Мехен или Мехенет — это змея, представляющая собой эквивалент Уробороса.

## Связь между богом-змеем и игрой «Мехен»
Точная связь между богом-змеем и игрой «Мехен» не установлена. Также неизвестно, ведёт ли своё происхождение игра от имени божества или же, наоборот, имя божества произошло от названия игры.
Известно, что объект, известный как «мехен», представляет собой игру, а не религиозный фетиш. Изученные фрески гробниц и доски для игр наглядно продемонстрировали это. Первоначальные правила и методы игры неизвестны. Правила игры, существующие сегодня, основываются на том, как в принципе возможно было бы играть в данную игру.